# Шмидт, Александр Владимирович
Шмидт Александр Владимирович (15 августа 1911, Речица, Минская губерния, Российская империя — 5 мая 1987, Ленинград, СССР) — советский художник, педагог, живописец, член Ленинградской организации Союза художников РСФСР.

## Биография
Шмидт Александр Владимирович родился 15 августа 1911 года в городе Речица, Белоруссия.
В 1933 году окончил Ленинградский институт живописи, скульптуры и архитектуры, занимался у Александра Савинова, Аркадия Рылова, Кузьмы Петрова-Водкина, Василия Савинского.
С 1941 года участвовал в выставках, экспонируя свои работы вместе с произведениями ведущих мастеров изобразительного искусства Ленинграда. Писал портреты, городские и ландшафтные пейзажи, натюрморты, жанровые картины. Работал в технике масляной живописи и акварели. В 1951 был принят в члены Ленинградского Союза художников. Ведущим жанром в творчестве Щмидта был ленинградский пейзаж. Живописную манеру отличали мягкая лирическая трактовка образа, полупрозрачное акварельное письмо, внимание к передаче состояния световоздушной среды. Колорит работ сдержанный, строится на изысканных цветовых и тональных решениях. Среди произведений, созданных художником, работы «Заполярье», «Землянки», «Норвегия» (все 1944), «Германия», «Польша. На привале», «Снайпер Майя Урсул» (все 1945), «Набережная канала Грибоедова», «Старый речной порт на Неве» (обе 1951), «Терраса на море» (1953), «Последний лёд» (1954), «Серый день. Канал Грибоедова» (1955), «Канал Грибоедова зимой», «Канал Грибоедова осенью» (обе 1956), «Праздничное утро», «Тополя» (обе 1957), «Северный Кавказ», «Старая Ладога у Волхова» (обе 1958), «Летний сад в октябре» (1959), «Яхт-клуб» (1960), «Улочка в Бахчисарае» (1961), «Ленинградская улица», «Дворик Зимнего дворца», «Старый сад в Ясной Поляне», «Большая Подьяческая улица» (все 1962), «Берега Волхова», «Крейсер «Аврора» в день 50-летия Октября» (обе 1967), «Дворик на юге» (1968), «Там, где ухают совы» (1969), «Портрет юноши», «Полдень в Бахчисарае», «Девушка в студии» (все 1970), «Серёжа», «Девушка в профиль», «Татарский верх» (все 1972), «У берега Волхова» (1974), «Гидролог Владимир Квараухелия», «Мальчик в белой куртке» (обе 1975), «Вязово» (1977) и другие.
Творческую работу Александр Щмидт совмещал с многолетней педагогической деятельностью в Высшем художественно-промышленном училище имени В. И. Мухиной (1947-1949) и художественной студии Выборгского Дома Культуры (1949-1971). Персональные выставки художника состоялись в Ленинграде в 1962, 1973, 1983 и 1989 годах. В 1989—1992 годах уже после смерти художника его работы с успехом были представлены на выставках и аукционах русской живописи L' Ecole de Leningrad во Франции.
Скончался 5 мая 1987 года в Ленинграде на 76-м году жизни.
Произведения А. В. Шмидта находятся в музеях и частных собраниях в России, Франции, Германии, Великобритании, США, Японии, Италии и других странах.

## Выставки
- 1951 год (Ленинград): Выставка произведений ленинградских художников.
- 1954 год (Ленинград): Весенняя выставка произведений ленинградских художников.
- 1954 год (Ленинград): Выставка произведений ленинградских художников открылась в Государственном Русском музее.
- 1955 год (Ленинград): "Весенняя выставка произведений ленинградских художников".
- 1956 год (Ленинград): Осенняя выставка произведений ленинградских художников.
- 1957 год (Ленинград): 1917 - 1957. Выставка произведений ленинградских художников.
- 1958 год (Ленинград): Осенняя выставка произведений ленинградских художников.
- 1960 год (Ленинград): Выставка произведений ленинградских художников 1960 года.
- 1960 год (Ленинград): Выставка произведений ленинградских художников.
- 1961 год (Ленинград): «Выставка произведений ленинградских художников».
- 1964 год (Ленинград): Ленинград. Зональная выставка.
- 1965 год (Ленинград): Весенняя выставка произведений ленинградских художников.
- 1968 год (Ленинград): Осенняя выставка произведений ленинградских художников.
- 1969 год (Ленинград): Весенняя выставка произведений ленинградских художников.
- 1971 год (Ленинград): Наш современник. Каталог выставки произведений ленинградских художников 1971 года.
- 1972 год (Ленинград): Наш современник. Вторая выставка произведений ленинградских художников.
- 1972 год (Ленинград): По Родной стране. Выставка произведений ленинградских художников.
- 1975 год (Ленинград): Наш современник. Зональная выставка произведений ленинградских художников.
- 1976 год (Ленинград): Портрет современника. Пятая выставка произведений ленинградских художников.
- 1977 год (Ленинград): Выставка произведений художников - ветеранов Великой Отечественной войны.
- 1977 год (Ленинград): Выставка произведений ленинградских художников, посвящённая 60-летию Великого Октября.
- 1979 год (Ленинград): Выставка произведений художников - ветеранов Великой Отечественной войны.
- 1980 год (Ленинград): Выставка «Петербург — Петроград — Ленинград в произведениях русских и советских художников».
- 1985 год (Ленинград): 40 лет Великой победы. Выставка произведений художников - ветеранов Великой Отечественной войны.
- 1987 год (Ленинград): Выставка произведений художников - ветеранов Великой Отечественной войны.
- 1995 года (Петербург): Лирика в произведениях художников военного поколения. Живопись. Графика.
- 2011 год (Санкт-Петербург): Выставка произведений Александра Шмидта в Выставочном центре Петербургского Союза художников.